# Claus Dobberke
Claus Dobberke (Dresda, 30 maggio 1940) è un regista tedesco.
Ha iniziato la sua carriera come regista alla DEFA (Deutsche Film-Aktiengesellschaft), lo studio cinematografico pubblico della Repubblica Democratica Tedesca. In seguito ha lavorato come funzionario alla educazione, cultura e sport e dopo la caduta del muro di Berlino come regista di documentari. È stato candidato per le elezioni del consiglio distrettuale di Potsdam per il partito socialdemocratico (PDS).
Dopo il liceo ha studiato dal 1961-1965 presso la scuola di cinematografia e televisione di Potsdam-Babelsberg, specializzandosi in regia. Dopo la laurea ha lavorato alla DEFA prima come assistente alla regia e poi come regista (dal 1971 fino allo scioglimento della DEFA nel 1990). Ha diretto diversi lungometraggi, come ad esempio Severino, un film del 1978 della serie di western della DEFA visti dalla parte degli Indiani.
Dal 1990 lavora come free-lance e si occupa, oltre al suo lavoro come regista, di politica culturale per il partito socialdemocratico.
Claus Dobberke è il mentore del regista di Potsdam Thomas Frick ed è impegnato nell'attuale lavoro di rivalutazione, attraverso documentari video con i testimoni, della storia culturale della Repubblica Democratica Tedesca. Inoltre si occupa della valorizzazione di giovani talenti artistici e collabora con la Brandenburgischen Gesellschaft der Freunde Italiens e.V. (Associazione Brandeburghese degli Amici d'Italia).